# Wienerfilharmonikernas nyårskonsert 1990

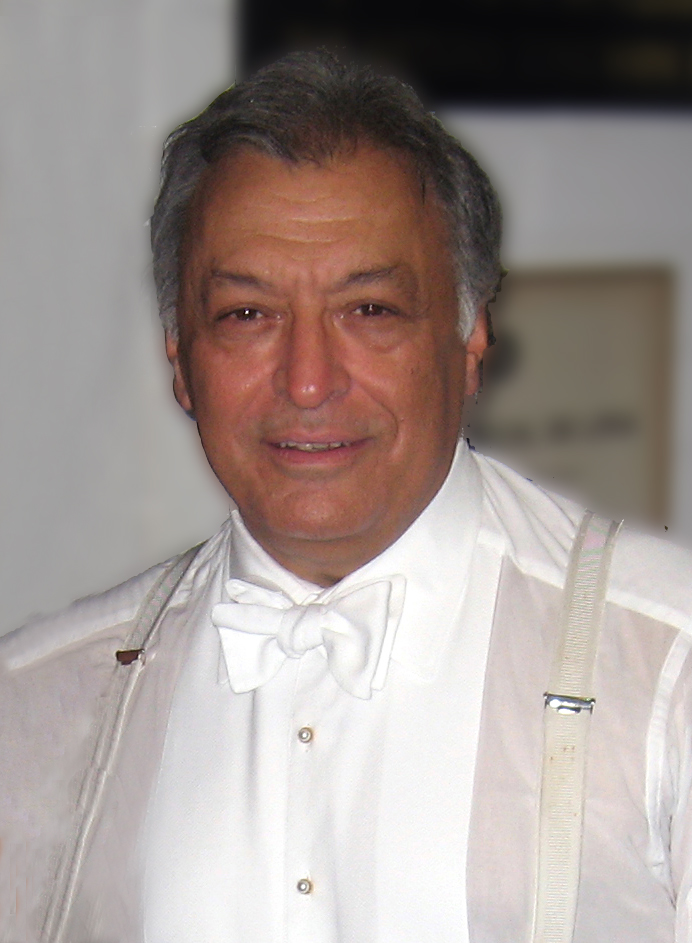
Zubin Mehta

Wienerfilharmonikernas nyårskonsert 1990 räknas som den 50:e nyårskonserten från Wien och ägde rum den 1 januari 1990 i Wiens Musikverein. Det var den 32:a nyårskonserten vars 2:a del sändes på TV via Eurovision. Dirigent var för första gången Zubin Mehta.

## Historia
Strikt räknat var det Wienerfilharmonikernas 45:e nyårskonsert, eftersom det inte var förrän 1946 som namnet introducerades. Dessutom var det den 51:a Årsskifteskonserten, då det vid årsskiftet 1939/40 gavs en Außerordentliches Konzert (extraordinär konsert) av Wienerfilharmonikerna, som dock ägde rum på nyårsafton 1939. Från 1941 dirigerades nyårskonserten av Clemens Krauss, med undantag för åren 1946 och 1947 då Krauss förbjöds att dirigera på grund av sin närhet till nazistregimen och ersattes av Strausspecialisten Josef Krips.
Efter Clemens Krauss död 1955 följde Willi Boskovsky, konsertmästare i Wienerfilharmonikerna, som dirigerade konserten 25 gånger i rad. Från 1980 till 1986 följde sju konserter med dirigenten Lorin Maazel, som tjänstgjorde som chef för Wiener Staatsoper från 1982 till 1984. Därefter beslutade Wienerfilharmonikerna att bjuda in en ny dirigent varje år.
Bland de tre första inbjudna fanns dirigenter som hade haft ett betydande inflytande på orkestern på olika sätt under efterkrigstiden: Herbert von Karajan 1987, chef för Staatsoper 1957–1964, Claudio Abbado, musikchef för Staatsoper från 1986 och slutligen Carlos Kleiber 1989.

## Program

### 1:a delen
1. Johann Strauss den yngre: Intågsmarsch ur operetten Der Zigeunerbaron, o. op.
2. Josef Strauss: Die Emancipirte, Polka mazur, op. 282
3. Johann Strauss den äldre: Indianer-Galopp, op. 111*
4. Johann Strauss den yngre: Donauweibchen, Vals, op. 427
5. Josef Strauss: Sport-Polka (schnell), op. 170*

### 2:a delen
1. Franz von Suppé: Ouvertyr till Ein Morgen, ein Mittag, ein Abend in Wien*
2. Josef Strauß: Sympathie, Polka mazur, op. 73*
3. Johann Strauss den yngre: Wiener Blut, Vals, op. 354
4. Johann Strauss den yngre: Demolirer-Polka, op. 269
5. Johann Strauss den yngre: Im Sturmschritt, Polka schnell, op. 348*
6. Johann Strauss den yngre: Geschichten aus dem Wienerwald, Vals, op. 325 (Solist: Georg Glasl, cittra)
7. Johann Strauss den yngre: Tritsch-Tratsch-Polka, Polka schnell, op. 214
8. Johann Strauss den yngre: Explosions-Polka, Polka schnell, op. 43

### Extranummer
1. Josef Strauss: Eingesendet, Polka schnell, op. 240
2. Johann Strauss den yngre: An der schönen blauen Donau, Vals, op. 314
3. Johann Strauss den äldre: Radetzkymarsch, op. 228

Verkförteckning och verkens ordning finns på Wienerfilharmonikernas webbplats.
Verk markerade med * stod för första gången på programmet till en nyårskonsert.

## Inspelningar
Konserten släpptes 1990 av Sony Classical på CD, LP och kassett. Av de 16 stycken som framfördes utelämnades ouvertyren till komedin Ein Morgen, ein Mittag, ein Abend in Wien av Franz von Suppé och Demolirer-Polka av Johann Strauss den yngre, så att endast 14 nummer inkluderades.

## Weblänkar
- Program för nyårskonserten 1990 på wienerphilharmoniker.at